# Mũi người

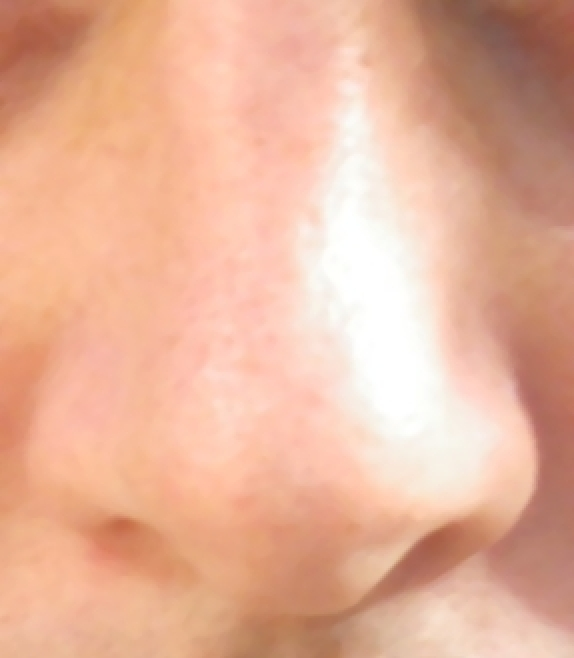
Mũi người nhìn từ phía trước.

Phần nhìn thấy được của mũi người chính là phần nhô ra trên khuôn mặt mà có lỗ mũi. Hình dáng mũi người được quyết định bởi xương sàng và vách ngăn mũi (bộ phận cấu tạo chủ yếu từ sụn, ngăn cách hai lỗ mũi). Nhìn chung, mũi nam giới thường lớn hơn mũi phụ nữ.
Mũi có những tế bào chuyên dụng có chức năng đánh hơi (là một phần của hệ thống khứu giác). Mũi còn có chức năng khác là điều tiết, làm ấm và tăng độ ẩm cho không khí hít vào. Lông mũi có tác dụng ngăn không cho những bụi bẩn bay vào phổi.